# Nematoctonus pachysporus
Nematoctonus pachysporus är en svampart som beskrevs av Drechsler 1943. Nematoctonus pachysporus ingår i släktet Nematoctonus och familjen musslingar.   Inga underarter finns listade i Catalogue of Life.